# Jetty Wienese
Jetta Maria (Jetty) Wienese (Hilversum, 17 augustus 1933 – Vorden, 23 oktober 1970), tijdens haar huwelijk ook bekend onder de namen Jetty Baars en Jetty Baars-Wienese, was een Nederlands tennisspeelster. Historische tennisbronnen vermelden haar soms als Jenny of Jennie. Haar achternaam wordt soms gespeld als Wienesse.

## Tennisloopbaan
In 1954 deed Wienese voor het eerst mee aan de Nederlandse tenniskampioenschappen, waar ze zich bij de laatste zestien plaatste. In 1956 was ze als vierde geplaatst voor de Nederlandse kampioenschappen. In de halve finale verloor ze van Berna Thung. Zowel in 1956 als in 1957 speelde zij op Roland Garros – bij beide deelnamen strandde zij in de eerste ronde. In 1958 won zij de enkelspeltitel op het internationale tennistoernooi van 't Melkhuisje in Hilversum; in het vrouwendubbelspel was zij dat jaar verliezend finaliste, samen met Corrie Wilmink.
Baars-Wienese werd Nederlands tenniskampioene in 1961. Op de tennisranglijst van de KNLTB over 1961 stond ze op de eerste plaats. In 1962 stond ze op de tweede plaats.
In 1963 verkreeg ze de Amerikaanse nationaliteit, waardoor ze niet meer aan Nederlandse kampioenschappen mocht meedoen. Ze koos voor de Amerikaanse tennisnationaliteit omdat ze zich niet kon verenigen met de wijze waarop de KNLTB selecteerde voor belangrijke buitenlandse toernooien. Aangezien ze op de tweede plaats van de ranglijst stond, was ze niet verkozen om naar Wimbledon te gaan. Ze ging vervolgens als Amerikaanse naar Wimbledon.
In 1969 kwam ze onder haar meisjesnaam voor Nederland uit in de open internationale kampioenschappen van Nederland op 't Melkhuisje.

## Persoonlijk
Wienese werd geboren in Hilversum als dochter van ladderfabrikant P.H. Wienese van het gelijknamige familiebedrijf Wienese ladders wat in Utrecht haar fabriek had. In de familie draaide veel om zakendoen en om topsport. Op jonge leeftijd verhuisde ze naar Amsterdam waar de familie Wienese woonde aan het Singel in de binnenstad. Ze was de oudste zus van skiffeur en roeilegende Jan Wienese en daarmee ook tante van Langebaanschaatser Michiel Wienese. In 1957 verloofde ze zich met de Amerikaan William Firestone Baars (1923-1990), een kleinzoon van de oprichter van het Amerikaanse bandenconcern Firestone. Ze kregen samen een dochter. De oud-basketballer Tony Parker is hun kleinzoon.
Ze overleed in 1970 bij een auto-ongeluk in de buurt van Vorden. Ze ligt begraven in een familiegraf op begraafplaats Zorgvlied in Amsterdam.

## Resultaten grandslamtoernooien
| Legenda | Legenda                          |
| ------- | -------------------------------- |
| g.t.    | geen toernooi gehouden           |
| l.c.    | lagere categorie                 |
| –       | niet deelgenomen                 |
| G       | uitgeschakeld in de groepsfase   |
| 1R      | uitgeschakeld in de eerste ronde |
| 2R      | uitgeschakeld in de tweede ronde |
| 3R      | uitgeschakeld in de derde ronde  |
| 4R      | uitgeschakeld in de vierde ronde |
| KF      | uitgeschakeld in de kwartfinale  |
| HF      | uitgeschakeld in de halve finale |
| F       | de finale verloren               |
| W       | het toernooi gewonnen            |
| w-v     | winst/verlies-balans             |

### Enkelspel
| toernooi        | 1956 | 1957 |
| --------------- | ---- | ---- |
| Australian Open | –    | –    |
| Roland Garros   | 1R   | 1R   |
| Wimbledon       | –    | –    |
| US Open         | –    | –    |